# Les Zawagui
Les Zawagui est un groupe de musiciennes guinéenne d'expression toma,,.

## Signification
Les Zawagui signifie les triplés en langue toma.

## Histoire
En 1992, lors de la cérémonie d’accueil du pape Jean-Paul II à Conakry elle font leur première grande sortie et elles sortent ensuite quatre albums : Sowonigo (2000), Mano river union (2006) et en 2013 Hommage à la Guinée et Hommage aux femmes.
En 2005, le groupe représente la Guinée à l’opéra du sahel et joue dans des concerts au Mali, en France, Sénégal, Burkina Faso et aux Pays-Bas.
Elle utilisent de nombreux instruments traditionnels : le balafon, le konigui, le tam-tam et le xylophone.

## Engagement
Elles réclament l’éducation de la jeune fille, remercient le seigneur, le mariage, pour l’assainissement de la ville, pour l’eau et pour tous les sérés (âges) afin de contribuer à leur unification et valorisation.

## Membres
Le groupe est constitué de :
- Hélène, leader du groupe
- Blandine
- Valekeba

## Prix et reconnaissances
- 2019 : Trophées d'excellence aux Victoires de la musique guinéenne,